# Jan Zirk
Jan Zirk (født 1957?) er en dansk fodboldtræner.

## Trænerkarriere
Zirk, som er A-licens træner, har en fortid som træner for IF Skjold Birkerød. Han startede som træner for 2. seniorholdet i den daværende serieklub Boldklubben Avarta i 200?. Klubbens bestyrelse valgte i enighed med Jan Zirk sidenhen at ophæve hans trænerkontrakt i juli 2004 efter Zirk havde modtaget et tilbud om at blive træner i Fremad Amager.
Zirk lavede en aftale med divisionsklubben Fremad Amager i efteråret 2004, hvor han blev cheftræner for klubbens reservehold (2. senior), på daværende tidspunkt placeret i Københavnsserien, samt en del af trænergruppen bag U/21-holdet. Den 25. oktober 2006 blev Zirk hentet ind som ny assisterende træner for den nytiltrådte cheftræner Peer F. Hansen for 1. divisionsholdet. Amagerkanerne skiftede cheftræner Benny Johansen, som fortsatte i en ny jobfunktion som manager, ud med den hidtidige assistenttræner Peer F. Hansen efter en stribe på seks nederlag i træk. Denne trænerrokade mundede øjeblikkeligt ud i et positivt resultat, idet Fremad Amager vandt den efterfølgende 1. divisionskamp på udebane mod Brabrand IF. Zirk forblev imidlertid kun i stillingen i godt tre måneder, idet Sundby-klubben den 16. januar 2007 af økonomiske årsager ikke at valgte at forlænge kontrakten med Jan Zirk.
I efteråret 2007 lavede den diplomuddannede træner en aftale med Sjællandsserieklubben Roskilde KFUM, således at Zirk kunne tiltræde cheftrænerposten med sportslig virkning fra nytåret 2007/2008. Overtagelsen af sjællandsserieklubbens førstehold skete med en officiel målsætning om at sikre holdet oprykning og tilbagevenden til Danmarksserien indenfor de kommende tre sæsoner.